# 157
Năm 157 là một năm trong lịch Julius. 

## Sinh
- Tuân Du